# Барбара Еверест
Барбара Еверест (англ. Barbara Everest; 19 червня 1890, Лондон — 9 лютого 1968, Лондон) — британська актриса.

## Біографія
Барбара Еверест народилася в Лондоні 1890 году. У 1912 року вона дебютувала на театральній сцені у постановці Харлі Гренвілл-Баркер «Спадщина Войзи». З 1916 до 1922 року Еверест знялася в кількох британських німих фільмах, після чого десять років не з'являлася на великому екрані. У 1942 році вона залишила Лондон і переїхала до Нью-Йорка, де в наступні роки з'явилася в ряді бродвейських постановок. Також вона знялася в кількох голлівудських стрічках, серед яких «Місія до Москви» (1943), «Привид опери» (1943), «Джейн Ейр» (1943), «Непрохані» (1944) та «Газове світло» (1944). Після закінчення Другої світової війни актриса повернулася до Великобританії, де продовжувала кар'єру в театрі, кіно і на телебаченні аж до своєї смерті в 1968 в Лондоні у віці 77 років.